# Inez Oellrichs
Inez Oellrichs, née le 27 octobre 1907 et morte le 2 avril 1982 à Tuckerton, est un auteur américain de roman policier.

## Biographie
Elle fait une partie de ses études au Vermont. 
Elle signe entre 1939 et 1949 six romans policiers ayant pour héros Matt Winters, un laitier d’une petite communauté du New Jersey qui se transforme en détective amateur le temps d’élucider des assassinats commis dans le secteur où il livre ses produits laitiers. Le dernier titre de la série Death in a Chilly Corner (1964), est paru après un silence d’une quinzaine d’années.
L’auteur a également publié Murder Makes Us Gay (1941), le seul roman qui n’appartient pas à la série Matt Winters et dont l'intrigue n’a rien à voir avec l’homosexualité.

## Œuvre

### Romans

#### SérieMatt Winters
- The Man Who Didn’t Answer (1939)
- The Kettel Mill Mystery (1939)
- Murder Comes at Night (1940)
- And Die She Did (1945)
- Murder Helps (1947)
- Death of a White Witch (1949) Publié en français sous le titre Mort d’une sorcière blanche, Paris, Librairie des Champs-Élysées, Le Masque no 452, 1953
- Death in a Chilly Corner (1964)

#### Autre roman
- Murder Makes Us Gay (1941)

## Sources
- Jacques Baudou et Jean-Jacques Schleret, Le Vrai Visage du Masque, vol. 1, Paris, Futuropolis, 1984, 476 p. (OCLC 311506692), p. 326.